# Comté de Love
Pour les articles homonymes, voir Love.
Le comté de Love est un comté situé au sud de l'État de l'Oklahoma aux États-Unis. Le siège de comté est la ville de Marietta. Selon le recensement de 2000, sa population est de 8 831 habitants.

## Comtés adjacents
| Comté de Jefferson      | Comté de Carter      |                   |
|                         | comté de Love        | Comté de Marshall |
| Comté de Montague Texas | Comté de Cooke Texas |                   |

## Principales villes
- Leon
- Marietta
- Thackerville